# Endonukleazy
Endonukleazy – enzymy należące do klasy hydrolaz, które działając na DNA i RNA doprowadzają do ich rozkładu do oligonukleotydów przez rozerwanie wiązań fosfodiestrowych wewnątrz łańcucha kwasu nukleinowego.
Występują w niemal wszystkich komórkach organizmów żywych, ich obecność stwierdzono też w genomach wirusowych. Służą one komórce do cięcia, niszczenia DNA obcego lub zbędnego własnego.
Wśród endonukleaz występują tzw. endonukleazy restrykcyjne, które w zależności od mechanizmu, w jakim następuje cięcie DNA, dzielimy na trzy rodzaje, Typ I, Typ II, Typ III. W okresie pełnienia procesów metabolicznych komórka chroni swoje DNA przed nimi, natomiast gdy życie komórki się kończy, wykorzystuje je do autodestrukcji.